# Aliança Poble Unit
L'Aliança Poble Unit (en portuguès Aliança Povo Unit, APU) va ser una coalició entre el Partit Comunista Portuguès (PCP) el Moviment Democràtic Portuguès (MDP) i posteriorment el Partit Ecologista-Els Verds (PEV) entre 1979 i 1987.
Va ser formada per primera vegada el 1979 per concórrer a les eleccions legislatives. El 1976, el PCP i el MDP ja s'havien presentat en coalició a les municipals com a Front Electoral Poble Unit (FEPU). La coalició es va trencar definitivament el 1987, després d'escindir-se en dos sectors el MDP. Aquest any el PCP, el Partit Ecologista-Els Verds (PEV) i Intervenció Democràtica (ID) van formar la nova Coalició Democràtica Unitària (CDU), encara existent.

## Partits constituents
| Partits / Moviments | Partits / Moviments           | Líder              | Ideologia     | Posició                     |
| ------------------- | ----------------------------- | ------------------ | ------------- | --------------------------- |
|                     | Partit Comunista Portuguès    | Álvaro Cunhal      | Comunisme     | Esquerra a extrema-esquerra |
|                     | Moviment Democràtic Portuguès | Manuel Tengarrinha | Socialisme    | Esquerra                    |
|                     | Partit Ecologista-Els Verds   | António Gonzalez   | Ecosocialisme | Esquerra                    |

## Resultats electorals
| Any  | Candidat      | Vots      | %          | Diputats | +/- | Notes                         |
| ---- | ------------- | --------- | ---------- | -------- | --- | ----------------------------- |
| 1979 | Álvaro Cunhal | 1.129.322 | 18,80 (3r) | 47 / 250 | 7   | 44 escons del PCP i 3 del MDP |
| 1980 | Álvaro Cunhal | 1.009.505 | 16,75 (3r) | 41 / 250 | 6   | 39 escons del PCP i 2 del MDP |
| 1983 | Álvaro Cunhal | 1.031.609 | 18,07 (3r) | 44 / 250 | 3   | 41 escons del PCP i 3 del MDP |
| 1985 | Álvaro Cunhal | 898.281   | 15,49 (4t) | 38 / 250 | 6   | 35 escons del PCP i 3 del MDP |